# Erase Me
Az Erase Me Kid Cudi amerikai rapper dala, amely 2010. augusztus 17-én jelent meg, a második kislemezként Man on the Moon II: The Legend of Mr. Rager (2010) című albumáról. Vendégszerepel a dalon Kanye West és producere Jim Jonsin volt. A kislemez sikeres volt, elért a Billboard Hot 100 negyven legjobb helyét.

## Háttér
A dalon szerepel amerikai rapper és producer Kanye West, aki Cudi mentora volt és leszerződtette 2008-ban a GOOD Music kiadóhoz. A dal producere Jim Jonsin volt, aki 2008-ban két Billboard-első kislemezt is készített: Lollipop (Lil Wayne), Whatever You Like (T.I.). Josin a közreműködésről a következőt mondta megjelenése előtt: "Egy dalt csináltunk együtt, ami eléggé rock-inspirált. Valami olyan volt, amit csak meg akartam csinálni vele és meglátni, merre menne vele."
Jim Jonsin, B.o.B The Adventures of Bobby Ray albumához hasonlította a következő albumot. "Egy keverék. Ilyen klub cucc, hiphop, hagyományos rap és még egy kis pop-rock keveréke. [...] Csináltunk még egy számot, amin egy Duran Duran dalt dolgoztam fel. Ha minden igaz Cudi és Kanye azon együtt dolgoztak." Cudi később így reagált: "Szeretem Jim-et, de félre volt informálva. Nincsen Cudi és Kanye Duran Duran dal. Szívesebben dolgoznék 90-es évekbeli dalokkal, mint 80-as évekbeliekkel és amikor Jimmel dolgoztam még el se kezdtem dolgozni Plain Pat-tel és Emile-lel, szóval az irányzat még el se volt döntve."
A dal 2010. június 30-án debütált egy clevelandi rádióműsorban, majd hivatalosan 2010. augusztus 17-én jelent meg. Digitálisan egy héttel később, augusztus 24-én volt elérhető.

## Videóklip
A dal videóklipjét Jason Goldwatch rendezte és 2010. október 11-én jelent meg. A videóban Kid Cudi egy Jimi Hendrix által inspirált karaktert játszott. Közreműködtek a videón amerikai színészek Christopher Mintz-Plasse és Clark Duke.

## Remix
2019 augusztusában egy koncert közben Kid Cudi bejelentette, hogy egy Steve Aoki által készített remixe szerepelni fog az Erase Me-nek a Bill & Ted Face the Music című filmben.

## Számlista
7" Hanglemez
A-oldal
1. "Erase Me" (Kanye West közreműködésével) – 3:13

B-oldal
1. "REVOFEV" – 3:03

## Slágerlisták
| Slágerlista (2010)                    | Legmagasabb pozíció |
| ------------------------------------- | ------------------- |
| Ausztrália (ARIA)                     | 50                  |
| Ausztria (Ö3 Austria Top 40)          | 41                  |
| Belgium (Ultratip Wallonia)           | 15                  |
| Kanada (Canadian Hot 100)             | 12                  |
| Új-Zéland (Recorded Music NZ)         | 22                  |
| Svédország (Sverigetopplistan)        | 53                  |
| Egyesült Királyság (UK Singles Chart) | 58                  |
| Egyesült Királyság (UK R&B Chart)     | 18                  |
| US Billboard Hot 100                  | 22                  |

## Minősítések
| Régió                                                            | Minősítés  | Eladott példányszám |
| ---------------------------------------------------------------- | ---------- | ------------------- |
| Egyesült Államok (RIAA)                                          | 2× platina | 2,000,000‡          |
| ‡ Eladási+streaming példányszámok kizárólag a minősítés alapján. |            |                     |